# Palacio Miani Coletti Giusti
El palacio Miani Coletti Giusti, también conocido como palacio Giusti, es un edificio histórico italiano situado en el sestiere de Cannaregio de Venecia, junto al Gran Canal, al lado de Ca' d'Oro. 

## Historia
El edificio se construyó en 1776 y a lo largo de su historia fue pasando por diversos propietarios, los Miani, Coletti y los Giusti, familias que le dan su nombre. Junto a la Ca’ d’Oro, alberga la  Galleria Franchetti.

## Descripción
Se caracteriza por tener una fachada lineal de color verde, obra del pintor y arquitecto veneciano Antonio Visentini. Posee cuatro alturas, destacando los cuatro portales al nivel del canal que flanquean semicolumnas dóricas separadas por nichos que contienen estatuas representando figuras de hombres de la época. En las plantas superiores se abren cinco huecos, tres monóforas centrales que asemejan políforas y dos en ambos extremos de la fachada. En la última planta, a ambos lados del grupo de tres ventanas se sitúan dos nichos circulares con unos bustos que se coronan con un tímpano triangular. El palacio está rematado por un ático con balaustrada, similar a la de las plantas inferiores.